# 柳树镇 (永登县)
柳树镇，是中华人民共和国甘肃省兰州市永登县下辖的一个乡镇级行政单位。
2015年4月27日，甘肃省民政厅批复同意撤销柳树乡，设立柳树镇。

## 行政区划
柳树镇下辖以下地区：
复兴村、牌路村、涧沟村、柳树村、营儿村、黑城村、山岑村、李家湾村、康家井村、韩家井村、孙家井村、清水村、红沙川村和教场村。